# Orimba cepha
Orimba cepha är en fjärilsart som beskrevs av Fabricius 1787. Orimba cepha ingår i släktet Orimba och familjen Riodinidae. Inga underarter finns listade i Catalogue of Life.